# Ocell de tempesta menut
L'ocell de tempesta menut (Hydrobates microsoma) és una espècie d'ocell de la família dels hidrobàtids (Hydrobatidae), d'hàbis pelàgics que cria a esquerdes o entre roques d'illes properes a la Baixa Califòrnia i es dispersa pel Pacífic a la llarga de la costa americana, des del sud de Califòrnia fins a Equador.